# Вьюк (приток Нырмыча)
Вьюк — река в России, протекает по Верхнекамскому району Кировской области. Устье реки находится в 79 км от устья реки Нырмыч по правому берегу. Длина реки составляет 15 км.
Исток реки на Верхнекамской возвышенности в 30 км к северо-западу от города Кирс. Река течёт на север по ненаселённому лесному массиву, в среднем течении на правом берегу находится нежилой посёлок Нырмыч-4. Впадает в Нырмыч в 25 км к юго-западу от посёлка Созимский.

## Данные водного реестра
По данным государственного водного реестра России относится к Камскому бассейновому округу, водохозяйственный участок реки — Кама от истока до водомерного поста у села Бондюг, речной подбассейн реки — бассейны притоков Камы до впадения Белой. Речной бассейн реки — Кама.
Код объекта в государственном водном реестре — 10010100112111100000849.